# Hot (huyện)
Hot (tiếng Thái: ฮอด) là một huyện (‘‘amphoe’’) ở phía nam của tỉnh Chiang Mai phía bắc Thái Lan.

## Địa lý
Các huyện giáp ranh (từ phía bắc theo chiều kim đồng hồ) là Mae Chaem, Chom Thong của tỉnh Chiang Mai, Ban Hong, Li  của tỉnh Lamphun, Doi Tao, Omkoi của tỉnh Chiang Mai, Sop Moei và Mae Sariang của tỉnh Mae Hong Son.

## Lịch sử
Năm 1905, huyện Muet Ka giải thể chia thành huyện Mueang Hot và tiểu huyện Mueang Hot. Năm 1917, huyện được đổi tên thành Hot.

## Hành chính
Huyện này được chia thành 6 phó huyện (tambon), các đơn vị này lại được chia thành 60 làng (muban). Có hai thị trấn (thesaban tambon) - Tha Kham and Hang Dong, cả hai nằm trên một số khu vực của tambon Hang Don. Ngoài ra có 6 Tổ chức hành chính tambon (TAO).
| Số TT | Tên         | Tên tiếng Thái | Số làng | Dân số |  |
| ----- | ----------- | -------------- | ------- | ------ |  |
| 1.    | Hang Dong   | หางดง          | 13      | 15.303 |  |
| 2.    | Hot         | ฮอด            | 5       | 3.307  |  |
| 3.    | Ban Tan     | บ้านตาล         | 10      | 5.242  |  |
| 4.    | Bo Luang    | บ่อหลวง         | 12      | 11.958 |  |
| 5.    | Bo Sali     | บ่อสลี           | 10      | 7.926  |  |
| 6.    | Na Kho Ruea | นาคอเรือ        | 10      | 4.551  |  |